# 切比雪夫多项式
切比雪夫多项式（英語：Chebyshev polynomials）是与棣莫弗定理有关，以递归定义的一系列正交多项式序列。 通常，第一类切比雪夫多项式以符号Tn表示， 第二类切比雪夫多项式用Un表示。切比雪夫多项式 Tn 或 Un 代表 n 阶多项式。
切比雪夫多项式在逼近理论中有重要的应用。这是因为第一类切比雪夫多项式的根（被称为切比雪夫节点）可以用于多项式插值。相应的插值多项式能最大限度地降低龙格现象，并且提供多项式在连续函数的最佳一致逼近。
在微分方程的研究中，切比雪夫提出切比雪夫微分方程：
{\displaystyle (1-x^{2})\,y''-x\,y'+n^{2}\,y=0}
和
{\displaystyle (1-x^{2})\,y''-3x\,y'+n(n+2)\,y=0}
相应地，第一类和第二类切比雪夫多项式分别为这两个方程的解。 这些方程是斯图姆-刘维尔微分方程的特殊情形。

## 定义
第一类切比雪夫多项式由以下递推关系确定
{\displaystyle T_{0}(x)=1\,}
{\displaystyle T_{1}(x)=x\,}
{\displaystyle T_{n+1}(x)=2xT_{n}(x)-T_{n-1}(x).\,}
也可以用母函数表示
{\displaystyle \sum _{n=0}^{\infty }T_{n}(x)t^{n}={\frac {1-tx}{1-2tx+t^{2}}}.}
第二类切比雪夫多项式由以下递推关系给出
{\displaystyle U_{0}(x)=1\,}
{\displaystyle U_{1}(x)=2x\,}
{\displaystyle U_{n+1}(x)=2xU_{n}(x)-U_{n-1}(x).\,}
此时母函数为
{\displaystyle \sum _{n=0}^{\infty }U_{n}(x)t^{n}={\frac {1}{1-2tx+t^{2}}}.}

## 从三角函数定义
第一类切比雪夫多项式由以下三角恒等式确定
{\displaystyle T_{n}(\cos(\theta ))=\cos(n\theta )\,}

切比雪夫多项式

其中 n = 0, 1, 2, 3, .... . {\displaystyle \cos n\theta \,} 是关于 {\displaystyle \cos \theta \,} 的 n次多项式，这个事实可以这么看：  {\displaystyle \cos n\theta \,}是:{\displaystyle (\cos \theta +i\sin \theta )^{n}=e^{in\theta }=\cos(n\theta )+i\sin n\theta \,}的实部（参见棣莫弗公式），而从左边二项展开式可以看出实部中出现含{\displaystyle \sin \theta \,}的项中，{\displaystyle \sin \theta \,}都是偶数次的，从而可以表示成 {\displaystyle 1-\cos ^{2}\theta \,}的幂 。
用显式来表示
{\displaystyle T_{n}(x)={\begin{cases}\cos(n\arccos(x)),&\ x\in [-1,1]\\\cosh(n\,\mathrm {arccosh} (x)),&\ x\geq 1\\(-1)^{n}\cosh(n\,\mathrm {arccosh} (-x)),&\ x\leq -1\\\end{cases}}}
尽管能经常碰到上面的表达式，但如果借助于复函数cos(z), cosh(z)以及他们的反函数，则有
{\displaystyle {\begin{matrix}T_{n}(x)&=&\cos(n\arccos(x))\\&=&\mathrm {cosh} (n\,\mathrm {arccosh} (x))\end{matrix}}\ ,\quad \forall x\in \mathbb {R} .}
类似，第二类切比雪夫多项式满足
{\displaystyle U_{n}(\cos(\theta ))={\frac {\sin((n+1)\theta )}{\sin \theta }}.}

## 以佩尔方程定义
切比雪夫多项式可被定义为佩尔方程
{\displaystyle T_{i}^{2}-(x^{2}-1)U_{i-1}^{2}=1\,\!}
在多项式环R[x] 上的解(e.g., 见 Demeyer (2007), p.70). 因此它们的表达式可通过解佩尔方程而得出:
{\displaystyle T_{i}+U_{i-1}{\sqrt {x^{2}-1}}=(x+{\sqrt {x^{2}-1}})^{i}.\,\!}

## 递归公式
两类切比雪夫多项式可由以下双重递归关系式中直接得出:
{\displaystyle T_{0}(x)=1}
{\displaystyle U_{-1}(x)=1}
{\displaystyle T_{n+1}(x)=xT_{n}(x)-(1-x^{2})U_{n-1}(x)}
{\displaystyle U_{n}(x)=xU_{n-1}(x)+T_{n}(x)}
证明的方式是在下列三角关系式中用{\displaystyle \cos \vartheta } 代替{\displaystyle x}
{\displaystyle T_{n+1}(x)=T_{n+1}(\cos \vartheta )={}}{\displaystyle \cos((n+1)\vartheta )={}}{\displaystyle \cos(n\vartheta )\cos \vartheta -\sin(n\vartheta )\sin \vartheta ={}}{\displaystyle T_{n}(\cos \vartheta )\cos \vartheta -U_{n-1}(\cos \vartheta )\sin ^{2}\vartheta ={}}{\displaystyle xT_{n}(x)-(1-x^{2})U_{n-1}(x)}

## 正交性
Tn 和Un 都是区间[−1,1] 上的正交多项式系.
第一类切比雪夫多项式带权
{\displaystyle {\frac {1}{\sqrt {1-x^{2}}}},}
即:
{\displaystyle \int _{-1}^{1}T_{n}(x)T_{m}(x)\,{\frac {dx}{\sqrt {1-x^{2}}}}=\left\{{\begin{matrix}0&:n\neq m~~~~~\\\pi &:n=m=0\\\pi /2&:n=m\neq 0\end{matrix}}\right.}
可先令x= cos(θ) 利用
Tn (cos(θ))=cos(nθ)便可证明.
类似地，第二类切比雪夫多项式带权
{\displaystyle {\sqrt {1-x^{2}}}}
即:
{\displaystyle \int _{-1}^{1}U_{n}(x)U_{m}(x){\sqrt {1-x^{2}}}\,dx={\begin{cases}0&:n\neq m\\\pi /2&:n=m\end{cases}}}
其正交化后形成的随机变量是 Wigner 半圆分布).

## 基本性质
对每个非负整数{\displaystyle n}， {\displaystyle T_{n}(x)} 和 {\displaystyle U_{n}(x)} 都为 {\displaystyle n}次多项式。 
并且当{\displaystyle n}为偶（奇）数时，它们是关于{\displaystyle x} 的偶（奇）函数， 在写成关于{\displaystyle x}的多项式时只有偶（奇）次项。
{\displaystyle n\geq 1}时，{\displaystyle T_{n}} 的最高次项系数为 {\displaystyle 2^{n-1}} ，{\displaystyle n=0}时系数为{\displaystyle 1} 。

## 最小零偏差
对{\displaystyle n\geq 1}，在所有最高次项系数为1的{\displaystyle n}次多项式中 ， {\displaystyle f(x)={\frac {1}{2^{n-1}}}T_{n}(x)} 对零的偏差最小，即它是使得{\displaystyle f(x)}在{\displaystyle [-1,1]} 上绝对值的最大值最小的多项式。 
其绝对值的最大值为{\displaystyle {\frac {1}{2^{n-1}}}} ， 分别在{\displaystyle -1} 、 {\displaystyle 1} 及 {\displaystyle f} 的其他 {\displaystyle n-1} 个极值点上达到 。

## 两类切比雪夫多项式间的关系
两类切比雪夫多项式间还有如下关系：
{\displaystyle {\frac {d}{dx}}\,T_{n}(x)=nU_{n-1}(x){\mbox{ , }}n=1,\ldots }
{\displaystyle T_{n}(x)={\frac {1}{2}}(U_{n}(x)-\,U_{n-2}(x)).}
{\displaystyle T_{n+1}(x)=xT_{n}(x)-(1-x^{2})U_{n-1}(x)\,}
{\displaystyle T_{n}(x)=U_{n}(x)-x\,U_{n-1}(x).}
切比雪夫多项式是超球多项式或盖根堡多项式的特例, 后者是雅可比多项式的特例.
切比雪夫多项式导数形式的递推关系可以由下面的关系式推出：
{\displaystyle 2T_{n}(x)={\frac {1}{n+1}}\;{\frac {d}{dx}}T_{n+1}(x)-{\frac {1}{n-1}}\;{\frac {d}{dx}}T_{n-1}(x){\mbox{ , }}\quad n=1,2,\ldots }

## 例子

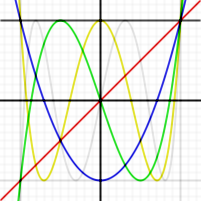
前六个第一类切比雪夫多项式的图像，其中-1¼<x<1¼, -1¼<y<1¼; 按颜色依次是T_{0}, T_{1}, T_{2}, T_{3}, T_{4} T_{5}.

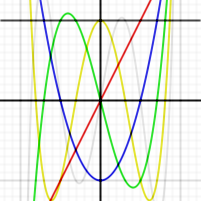
前六个第二类切比雪夫多项式的图像，其中-1¼<x<1¼, -1¼<y<1¼; 按颜色依次是U_{0}, U_{1}, U_{2}, U_{3}, U_{4} U_{5}. 虽然图像中无法显示,我们实际有 U_{n}(1)=n+1 以及 U_{n}(-1)=(n+1)(-1)^{n}.

前几个第一类切比雪夫多项式是
{\displaystyle T_{0}(x)=1\,}
{\displaystyle T_{1}(x)=x\,}
{\displaystyle T_{2}(x)=2x^{2}-1\,}
{\displaystyle T_{3}(x)=4x^{3}-3x\,}
{\displaystyle T_{4}(x)=8x^{4}-8x^{2}+1\,}
{\displaystyle T_{5}(x)=16x^{5}-20x^{3}+5x\,}
{\displaystyle T_{6}(x)=32x^{6}-48x^{4}+18x^{2}-1\,}
{\displaystyle T_{7}(x)=64x^{7}-112x^{5}+56x^{3}-7x\,}
{\displaystyle T_{8}(x)=128x^{8}-256x^{6}+160x^{4}-32x^{2}+1\,}
{\displaystyle T_{9}(x)=256x^{9}-576x^{7}+432x^{5}-120x^{3}+9x.\,}
前几个第二类切比雪夫多项式是
{\displaystyle U_{0}(x)=1\,}
{\displaystyle U_{1}(x)=2x\,}
{\displaystyle U_{2}(x)=4x^{2}-1\,}
{\displaystyle U_{3}(x)=8x^{3}-4x\,}
{\displaystyle U_{4}(x)=16x^{4}-12x^{2}+1\,}
{\displaystyle U_{5}(x)=32x^{5}-32x^{3}+6x\,}
{\displaystyle U_{6}(x)=64x^{6}-80x^{4}+24x^{2}-1.\,}
第一类切比雪夫多项式前几阶导数是
{\displaystyle T_{n}'(1)=n^{2}\,}
{\displaystyle T_{n}'(-1)=-(-1)^{n}*n^{2}\,}
{\displaystyle T_{n}''(1)=(n^{4}-n^{2})/3\,}
{\displaystyle T_{n}''(-1)=(-1)^{n}*(n^{4}-n^{2})/3\,}

## 按切比雪夫多项式的展开式
一个N 次多项式按切比雪夫多项式的展开式为如下：
{\displaystyle p(x)=\sum _{n=0}^{N}a_{n}T_{n}(x)}
多项式按切比雪夫多项式的展开可以用 Clenshaw递推公式计算。

## 切比雪夫根
两类的n次切比雪夫多项式在区间[−1,1]上都有n 个不同的根, 称为切比雪夫根, 有时亦称做 切比雪夫节点 ，因为是多项式插值时的 插值点 . 从三角形式中可看出Tn 的n个根分别是：
{\displaystyle x_{i}=\cos \left({\frac {2i-1}{2n}}\pi \right){\mbox{ , }}i=1,\ldots ,n.}
类似地， Un 的n个根分别是：
{\displaystyle x_{i}=\cos \left({\frac {i}{n+1}}\pi \right){\mbox{ , }}i=1,\ldots ,n.}

## 参看
- 切比雪夫节点（英语：Chebyshev nodes）
- 切比雪夫滤波器